# 세노야 세노야
"세노야 세노야"(Senoya Senoya)는 한국에서 제작된 오의영 감독의 1973년 영화이다. 남진 등이 주연으로 출연하였고 곽정환 등이 제작에 참여하였다.

## 출연
- 남진
- 남궁원